# Ayersacarus gelidus
Ayersacarus gelidus är en spindeldjursart som beskrevs av Hunter 1965. Ayersacarus gelidus ingår i släktet Ayersacarus och familjen Dermanyssidae. Inga underarter finns listade.